# Regimi di umidità del suolo secondo USDA
L'utilizzo dei regimi di umidità come carattere diagnostico consente di prendere in considerazione, nella descrizione del suolo, il fattore climatico e i rapporti fra suolo e acqua. Per questo motivo, i regimi di umidità vengono utilizzati fin da livelli gerarchici elevati; nella maggior parte dei casi a partire dal sottordine (ad esempio Udalf, Torrert, Perox), anche se esiste addirittura un ordine (Aridisol) contraddistinto dal suo regime di umidità.

## Modalità di definizione
Nella tassonomia del suolo secondo USDA, i regimi di umidità in un suolo sono definiti in base al livello raggiunto dalla falda acquifera e in base alla presenza/assenza stagionale di acqua ritenuta ad una tensione maggiore di 1.500 kPa. È ovvio che ci possono essere delle variazioni dipendenti da eventuali irrigazioni o drenaggi artificiali praticate su alcuni suoli; questi casi non vengono generalmente presi in considerazione.
Il calcolo del regime di umidità di un suolo viene effettuato riferendosi ad una apposita sezione di controllo, vale a dire una porzione di profilo, ben identificata, nella quale si esamina, in tutto l'anno, il contenuto idrico. Tale sezione di controllo è uno strato in cui:
- il limite superiore è costituito dalla profondità alla quale un suolo secco (vale a dire in cui l'acqua è ritenuta dalle particelle con una tensione superiore ai 15 bar) viene inumidito da 2,5 centimetri di acqua in 24 ore;
- il limite inferiore coincide con la profondità alla quale il suolo secco viene inumidito da 7,5 centimetri di acqua in 48 ore. Se con questa quantità di acqua un suolo si inumidisce fino ad arrivare ad un contatto con roccia o orizzonti induriti, allora la profondità di questo contatto sarà il limite inferiore della sezione.

Queste profondità variano in dipendenza della tessitura del suolo: a grandi linee, la sezione di controllo va dai 10 ai 30 cm di profondità per classi granulometriche franche, limose e argillose, dai 20 ai 60 cm per classi franco-grossolane e, infine, da 30 a 90 cm per classi granulometriche sabbiose.
Nella tassonomia del suolo secondo USDA vengono individuati sette distinti regimi di umidità:
- aquico e peraquico: designano suoli che sono, rispettivamente temporaneamente e perennemente, privi di ossigeno disciolto causa saturazione idrica;
- aridico o torrico: questi due termini designano lo stesso tipo di regime di umidità, caratteristico dei climi aridi con evapotraspirazione molto superiore alle precipitazioni;
- udico e perudico: questi regimi sono caratteristici delle zone a clima umido; il suolo è raramente secco, addirittura nei suoli a regime perudico non lo è mai, dato che le precipitazioni sono maggiori dell'evapotraspirazione in ogni mese dell'anno;
- ustico: indica suoli con umidità nel complesso limitata, ma presente nel periodo di crescita delle piante;
- xerico: caratteristico dei suoli con clima mediterraneo. L'umidità è nel complesso limitata ed è presente nella stagione più fredda, mentre la stagione calda (di crescita delle piante) è afflitta da siccità.

## Regime aquico e peraquico
Dal latino aqua, indica che un suolo è privo di ossigeno disciolto in virtù del fatto che è temporaneamente saturo d'acqua lungo tutto il profilo; il periodo di saturazione idrica minimo necessario per far ricadere un suolo nel regime aquico è di almeno alcuni giorni continuativi.
Suoli saturi in cui è presente ossigeno disciolto non ricadono in questo regime di umidità. Dal momento che l'ossigeno disciolto viene rimosso dall'attività biologica ad opera di microrganismi anaerobi, appare evidente che questa attività ci deve essere; per questa ragione, si pone un limite termico di 5 °C, identificato come una temperatura basale per l'attività dei microrganismi. Un suolo che presenta anossia pur in presenza di temperature inferiori a questa non viene dunque considerato come interessato da regime aquico.
Non c'è relazione, almeno a livello teorico, tra un regime di umidità aquico e le cosiddette condizioni aquiche; un suolo che presenta condizioni aquiche può anche non avere questo tipo di regime di umidità. È evidente, però, che ad un livello pratico le due condizioni ricorrano spesso insieme.
Esistono suoli quasi perennemente saturati d'acqua: si parla, in questo caso, di regime peraquico.

## Regime aridico e torrico

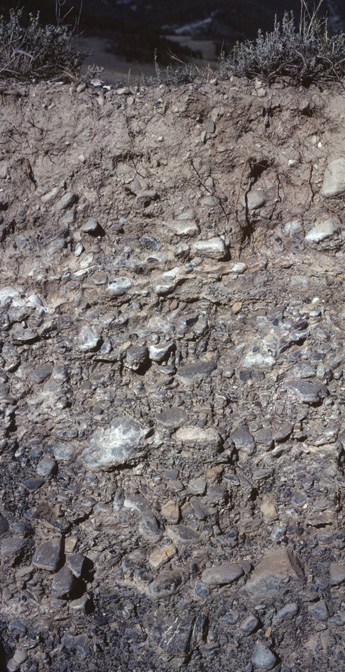
Profilo di un Aridisol, a regime di umidità aridico.

Dal latino aridus, arido, e torridus, torrido. Questi due qualificativi fanno riferimento allo stesso regime di umidità; viene utilizzato l'uno o l'altro a seconda del livello tassonomico che vanno a definire.
In un suolo con questo regime di umidità, la sezione di controllo soddisfa due condizioni:
- deve essere secca in tutte le sue parti per più della metà dei giorni dell'anno in cui si osserva, a mezzo metro di profondità, una temperatura superiore a 5 °C.
- deve essere umida, sempre in tutte le sue parti, per meno di 90 giorni consecutivi quando la temperatura del suolo a mezzo metro di profondità è maggiore di 8 °C.

I suoli con regime di umidità aridico si osservano in località a clima arido; dal momento che si tratta dell'umidità del suolo, però, questo regime di umidità si può rilevare anche in suoli con impedimenti fisici all'infiltrazione dell'acqua, come croste superficiali o pendenze elevate che favoriscono lo scorrimento superficiale e sfavoriscono, di conseguenza, l'infiltrazione. Caratteristiche dei suoli a regime di umidità aridico sono la scarsa o nulla lisciviazione e l'accumulo di sali.
Suoli freddi situati in località molto aride (come ad esempio alcune zone marginali dell'Antartide), dati i limiti termici imposti, non ricadono in questo regime di umidità, ma vengono considerati come interessati da condizioni anidre (grandi gruppi degli Anhyturbel e degli Anhyorthel).

## Regime udico e perudico
Dal latino udus, umido.
La sezione di controllo deve essere umida in ogni parte per almeno 90 giorni cumulativi in un anno medio; nei suoli in cui la temperatura media annua (a 50 cm di profondità) è minore di 22 °C, con escursioni tra gli estremi maggiori di 6 °C, il requisito è che la sezione di controllo sia secca per meno di 45 giorni consecutivi nei quattro mesi immediatamente successivi al solstizio d'estate.
Inoltre, è necessario che, fatta eccezione per brevi periodi durante l'anno, nella sezione di controllo del suolo siano presenti tutte e tre le fasi solido-liquido-gas: deve quindi esserci acqua circolante nel profilo, ma non saturante tanto da impedire la presenza dell'ossigeno e generare condizioni anossiche.
Il regime di umidità udico caratterizza le regioni a clima umido, con precipitazioni discretamente abbondanti e ben distribuite nel corso dell'anno; la somma dell'acqua di precipitazione e dell'acqua immagazzinata nel suolo come riserva è quasi sempre superiore alla quantità di acqua persa per evapotraspirazione.
In climi molto umidi la riserva non viene mai intaccata, e l'acqua viene ritenuta a tensioni mai superiori ai 100 kPa: si parla, in questo caso, di regime di umidità perudico.

## Regime ustico
È un regime di umidità intermedio fra l'aridico e l'udico, dal momento che implica umidità complessivamente scarsa ma presente nel periodo di crescita delle piante; caratterizza prevalentemente le regioni della Terra a clima tropicale a due stagioni (alternanza secco/umido), ma si può ritrovare anche in ambienti temperati, come ad esempio la zona delle Grandi Pianure nordamericane o le zone steppiche europee. Non si applica a zone molto fredde (regime termico cryico o a zone che manifestano permafrost).
Per poter rientrare in questo regime di umidità, la sezione di controllo dell'umidità di un suolo deve rispettare i seguenti criteri:
- se la temperatura media annua del suolo (a 50 cm di profondità) è maggiore di 22 °C (climi tropicali) ed ha un'escursione media annua minore di 6 °C, deve essere secca almeno in alcune parti per almeno 90 giorni in un anno normale e, d'altra parte, deve essere almeno parzialmente umida per più di 180 giorni cumulativi all'anno o, altrimenti, per più di 90 giorni consecutivi;
- se la temperatura media annua a 50 cm di profondità è minore di 22 °C, con escursione media annua maggiore di 6 °C (climi temperati), deve essere secca almeno in parte per almeno 90 giorni consecutivi in un anno normale; inoltre, non deve essere completamente secca per più di metà del numero di giorni cumulativi in cui la temperatura del suolo (al solito, a 50 cm di profondità) è maggiore di 5 °C;
- se in un anno normale la sezione di controllo è umida in tutte le sue parti per più di 45 giorni consecutivi nei quattro mesi successivi al solstizio d'inverno, allora deve essere secca in tutte le sue parti per meno di 45 giorni consecutivi nei quattro mesi successivi al solstizio d'estate.
- nei climi monsonici, un suolo ha regime di umidità ustico se c'è una stagione piovosa della durata di almeno tre mesi, altrimenti si ricade nel regime aridico.

I suoli con questo regime di umidità supportano vegetazione erbacea annua o con periodi di riposo vegetativo coincidente con la stagione secca; nei climi temperati, il periodo secco coincide con l'inverno.

## Regime xerico
Dal greco xeros, secco.

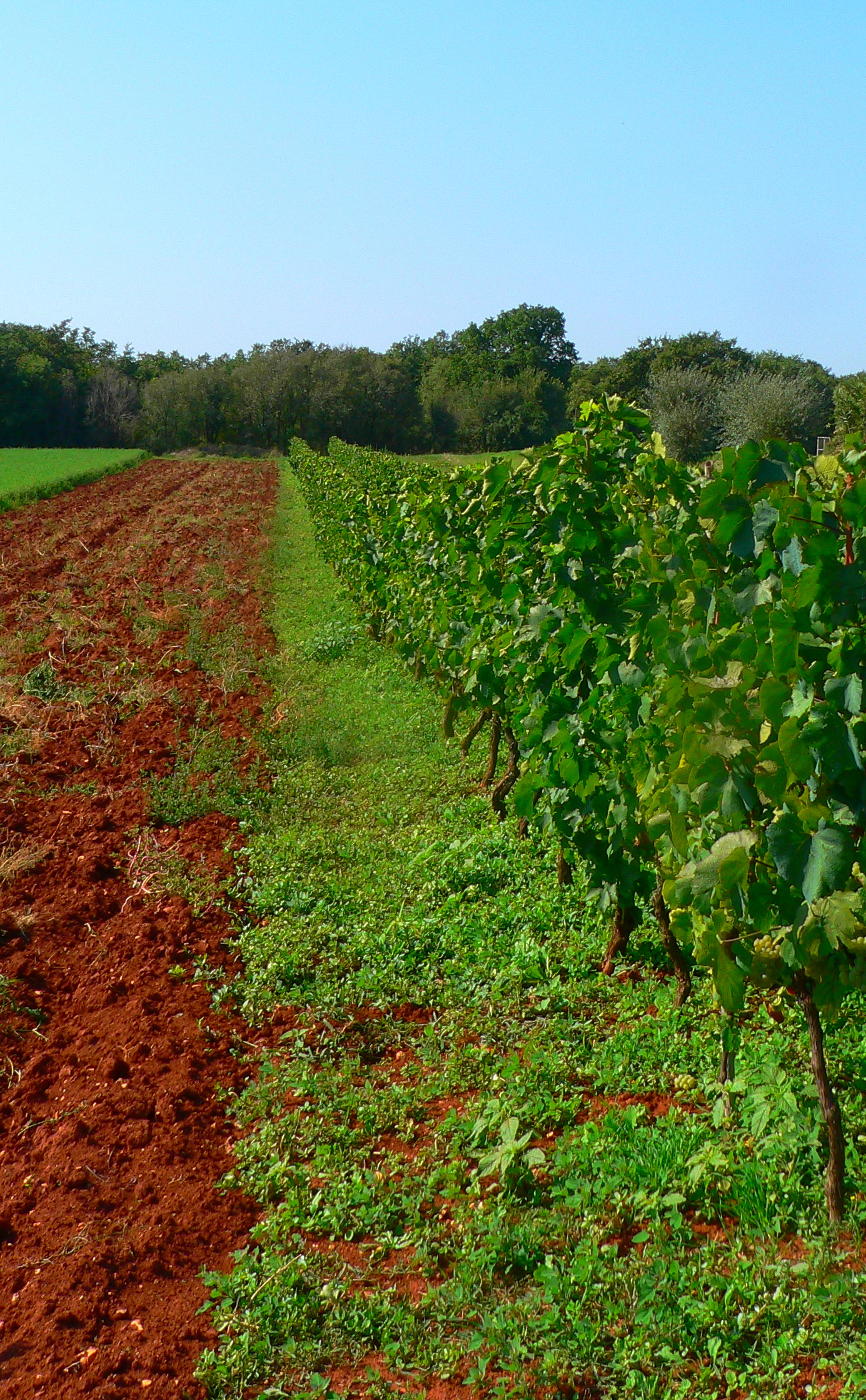
I suoli rossi mediterranei sono caratterizzati dal regime di umidità xerico.

È il regime di umidità che caratterizza i suoli sviluppatisi in ambienti mediterranei. Le precipitazioni manifestano un sensibile massimo invernale e un altrettanto sensibile minimo estivo; questa distribuzione annuale delle precipitazioni le rende molto efficaci relativamente all'infiltrazione, dato che sopraggiungono quando l'evapotraspirazione è minore.
Un suolo a regime xerico deve avere una temperatura media (a 50 cm di profondità) minore di 22 °C; inoltre, le differenze stagionali fra i mesi più freddi e più caldi devono portare ad escursioni termiche annue maggiori di 6 °C (sono pertanto esclusi i climi più tipicamente tropicali). La sezione di controllo, poi, deve soddisfare i seguenti requisiti, relativi ad un anno normale:
- secca in ogni sua parte per almeno 45 giorni nei quattro mesi successivi al solstizio d'estate;
- umida in ogni sua parte per almeno 45 giorni nei quattro mesi successivi al solstizio d'inverno;
- umida almeno in parte per almeno la metà dei giorni in cui la temperatura del suolo (a 50 cm di profondità) è maggiore di 6 °C oppure per almeno 90 giorni consecutivi quando la temperatura del suolo è maggiore di 8 °C.

La vegetazione associata a questi climi è solitamente la macchia mediterranea; nelle zone più umide compare la foresta mediterranea sempreverde. Molte zone sono sfruttate agronomicamente da lungo tempo; le colture tipiche sono la vite, l'olivo, i cereali.